# Gargetta euteles
Gargetta euteles är en fjärilsart som beskrevs av West. 1932. Gargetta euteles ingår i släktet Gargetta och familjen tandspinnare. Inga underarter finns listade i Catalogue of Life.